# Teranton
Teranton je vrhunsko arhivsko vino, pridelano s staranjem kraškega terana (ki je sicer najboljše le kot mlado vino). Teranton je, tako kot teran, pridelan izključno iz sorte refošk. Trta refoška, ki na kraških tleh daje vino teran, v desetletnem povprečju le nekajkrat (dva do trikrat) obrodi grozdje, katerega vino je primerno za kvalitetno staranje. Teranton najprej od 3 do 6 let zori v hrastovih sodih, nato pa naj bi se ustekleničen staral še od 2 do 4 leta. Posebna predelava in zorenje dajeta temu vinu polnost, fino in elegantno cvetico ter bogat in poln okus, ki je posledica esterifikacijskih procesov. Teranton ima visoko alkoholno stopnjo (12,5 vol % alkohola) ter 8-10 % kisline. 
Teranton se izdeluje le v Sloveniji, postrežemo pa temperiranega na 16 - 18 °C. 